# Milos Kerkez
Milos Kerkez (n. 7 noiembrie 2003, Vrbas, Republica Serbia, Serbia și Muntenegru) este un fotbalist maghiar și sârb, care joacă la Liverpool în Premier League. Pe plan internațional, are prezențe la națională pentru Ungaria.

## Biografie
Născut la Vrbas, în Serbia, din tată sârb-maghiar și mamă muntenegreană, Kerkez și-a început cariera la centrul de copii și juniori al clubului OFK Vrbas. În 2014, s-a alăturat echipei de tineret a clubului austriac Rapid Viena unde a stat până în 2019. În 2020, Kerkez a semnat cu clubul maghiar Győri ETO FC. Într-un interviu acordat scoutedftbl.com, Kerkez a spus că în perioada petrecută la Győr a decis să devină internațional maghiar, deoarece a primit mult ajutor și sprijin din partea antrenorilor și coechipierilor săi din Győr.
Pe 2 februarie 2021, Kerkez a semnat cu clubul italian AC Milan. Paolo Maldini l-a sunat cu câteva zile înainte de sfârșitul sezonului de transferuri pentru a-l convinge să se alăture lui Milan. Kerkez a declarat într-un interviu acordat Nemzeti Sport că „Nu poți spune nu când te sună Maldini”. Deoarece nu a jucat niciodată în prima echipă a clubului italian, Kerkez a decis în ianuarie 2022 să plece și a semnat cu clubul AZ Alkmaar din Eredivisie.
Pe 20 iulie 2023, Kerkez a semnat cu clubul AFC Bournemouth din Premier League pentru o sumă nedivulgată.

### Liverpool
Pe 26 iunie 2025, Liverpool FC a anunțat transferul lui Kerkez. Clubul englez a plătit 40 de milioane de lire sterline (45 de milioane de euro) pentru drepturile sale de joc, ceea ce l-a transformat în al doilea cel mai scump jucător maghiar din istoria fotbalului.

## Cariera la echipa națională
A debutat pentru echipa națională a Ungariei U17 pe 5 februarie 2020, într-un meci amical împotriva Republicii Cehe .
A debutat pentru echipa națională U21 pe 2 septembrie 2021, într-un meci de calificare pentru Campionatul European, pierdut împotriva Israelului.
Pe 9 iunie 2022, a primit prima sa convocare la echipa națională de seniori a Ungariei, unde a debutat pe 23 septembrie 2022, într-o victorie în deplasare cu 1-0 împotriva Germaniei în Liga Națiunilor, jucând întregul meci.